# Ambras (zámek)
Ambras je renesanční zámek v kopcích nad tyrolským hlavním zemským centrem Innsbruckem v Rakousku. Zámecký areál se nachází na jihovýchodním okraji města, patří k němu jako jeho připojená obec. Leží v nadmořské výšce 635 metrů nad jižním okrajem innsbrucké městské čtvrti Amras.

## Historie
Zámek byl postaven v 16. století na základech hradu rodiny von Dießen-Andechs z 10. století, pobořeného roku 1133 a přestavěného ve 14. století. Kulturní a historický význam zámku je spjat s osobou arcivévody Ferdinanda II., který jej dal postavit a připsat jako majetek své manželce Filipíně Welserové. Od roku 1563 do roku 1595 zámek sloužil jako jejich bydliště a jako muzeum pro Ferdinandovy sbírky umění, přírodnin a kuriozit, přivezené zčásti z Křivoklátu. Sbírky zde byly uloženy i za jeho následovníků, až roku 1880 byl zámek otevřen jako c. a k. muzeum, dosud je pobočkou Uměleckohistorického muzea ve Vídni. Na zámku žil až do své smrti v roce 1578 humanista, básník, přírodovědec a osobní lékař arcivévodovy rodiny Georg Handsch.

## Park

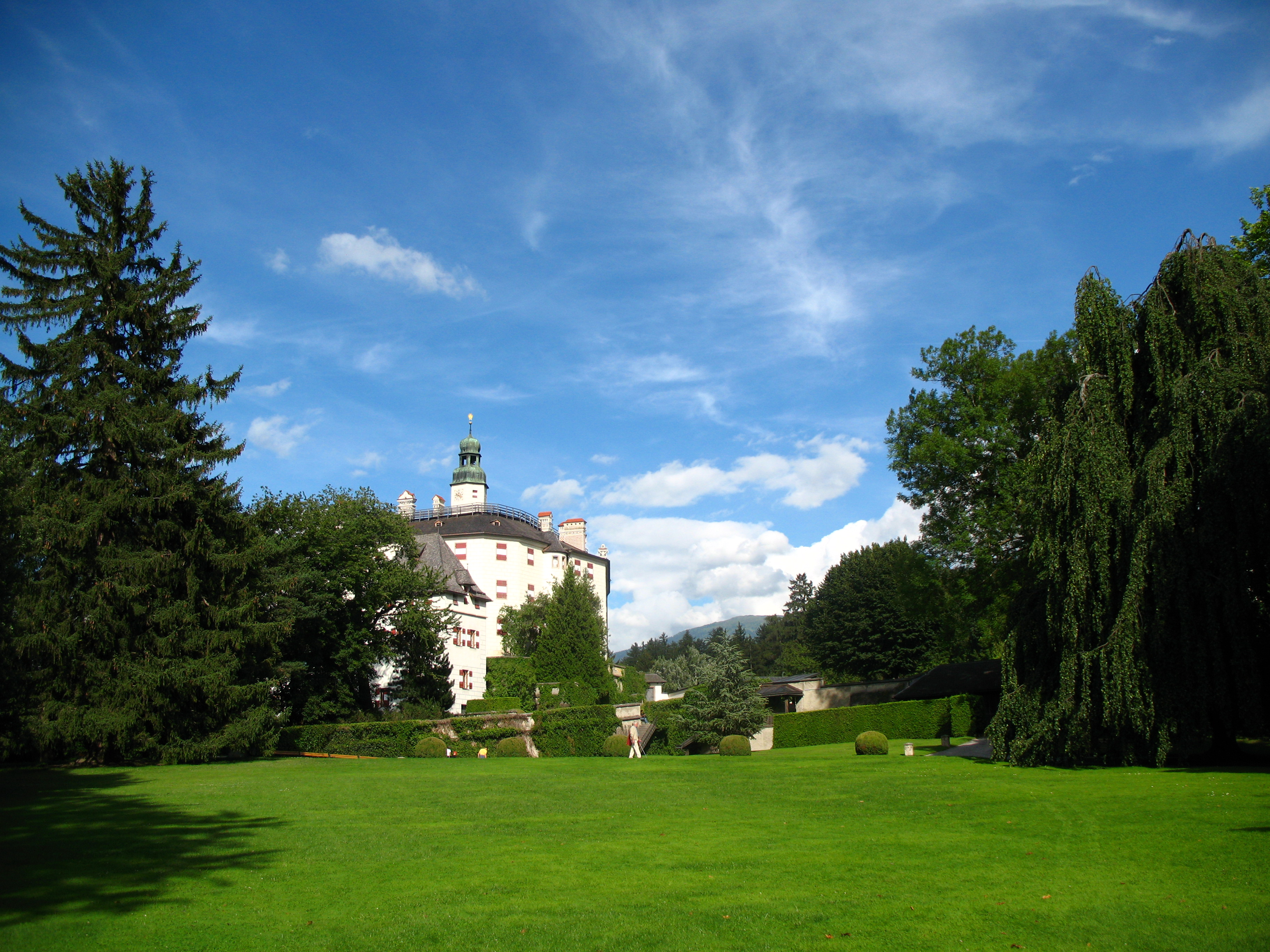
Park hradu Amras (2009)

Park obklopuje hrad nad městskou částí Amras. Hned za hlavním vchodem může návštěvník vidět velký rybník. Největší část parku je upravena jako anglický krajinářský park. Ve východní části jsou zbytky renesančních zahrad. Za zajímavou je považována jeskyně Ritterhöhle, Keuchengarten a umělý vodopád, který je napájen z potoka Sistranser Bach. Na severním vchodu do parku jsou pozůstatky věže zaniklého kostela sv. Jiří. Park i zámek roku 2017 prošly generální rekonstrukcí.

## Sbírky zámeckého muzea

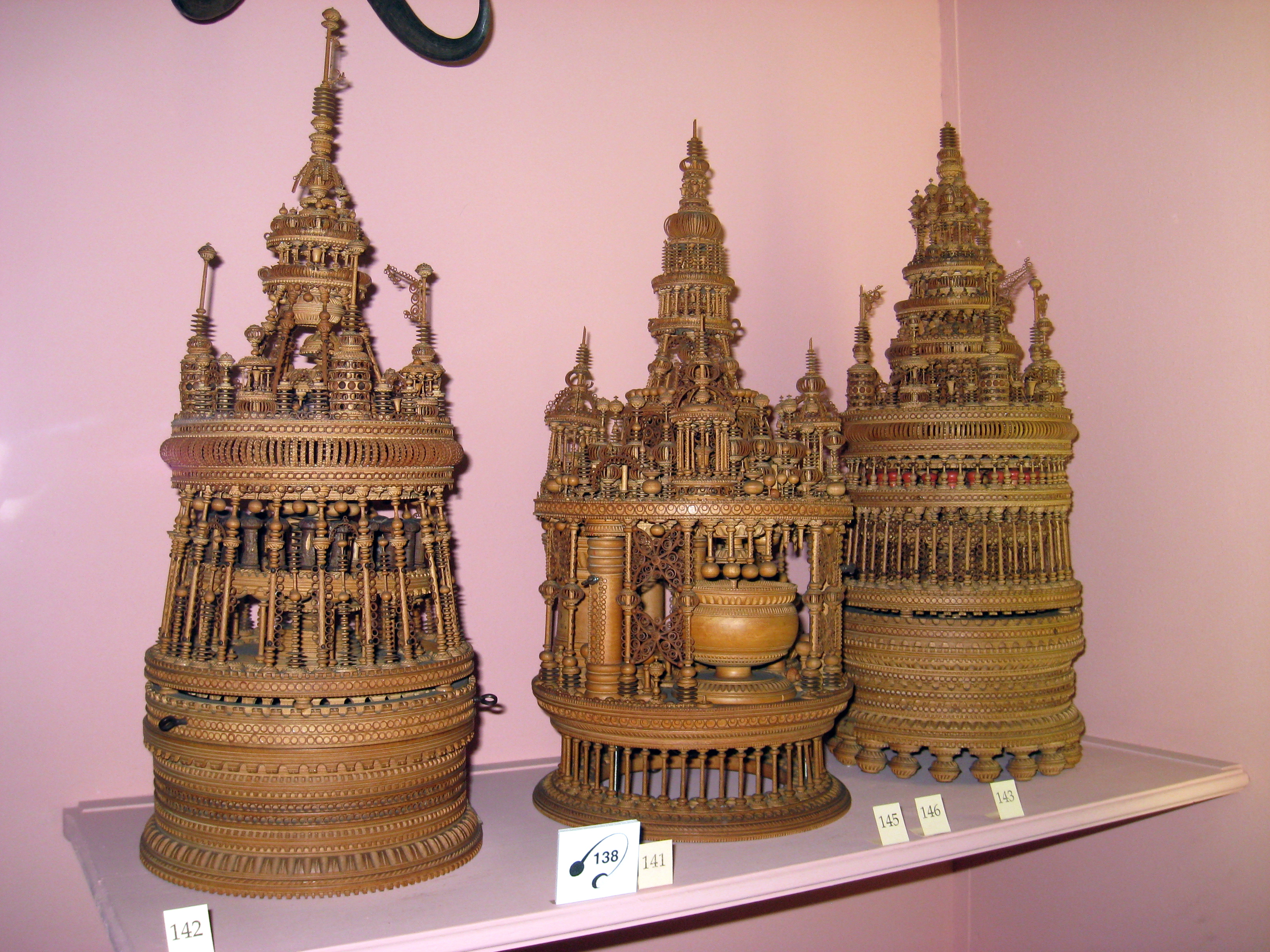
Ze sbírek kuriozit
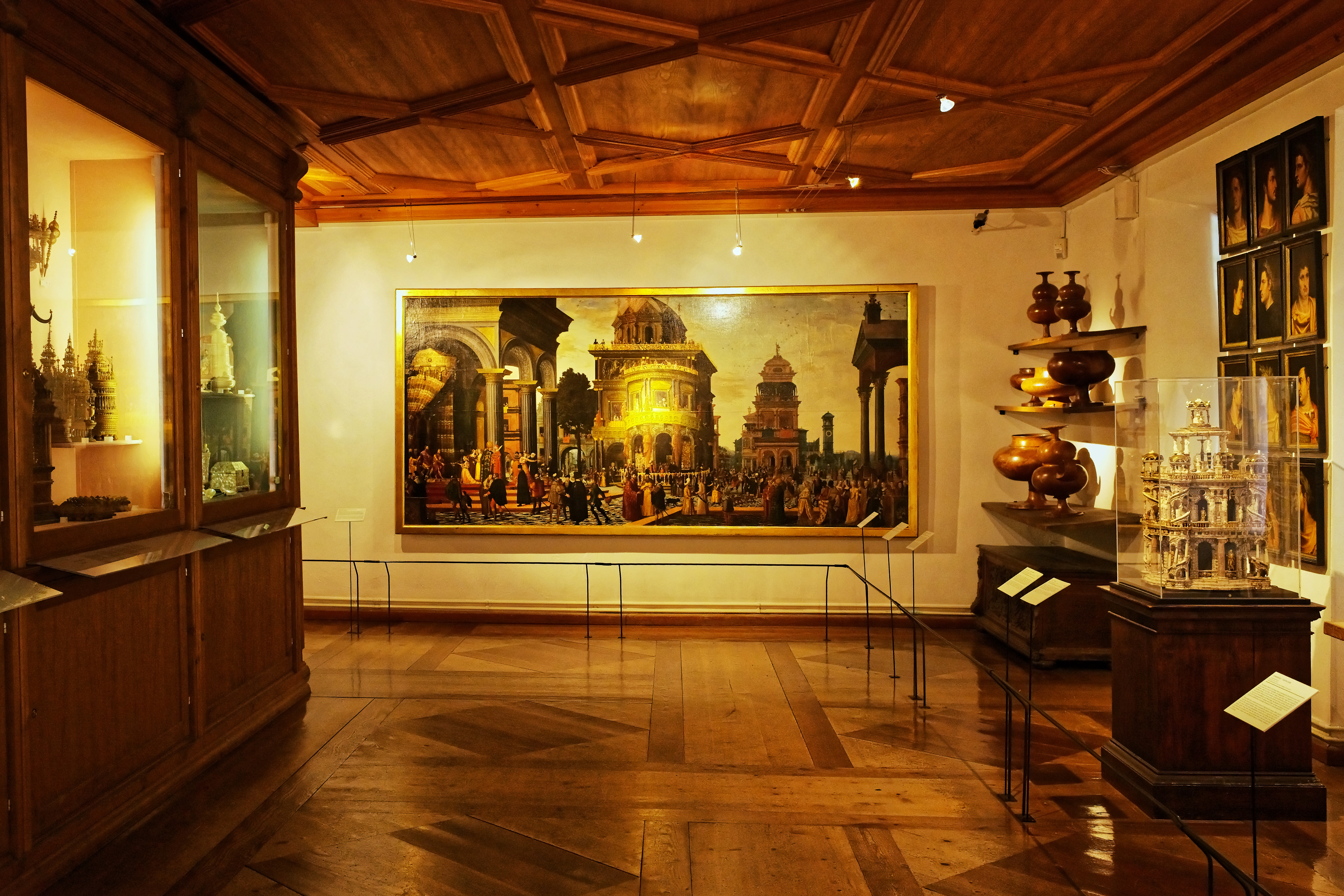
Interiéry muzea
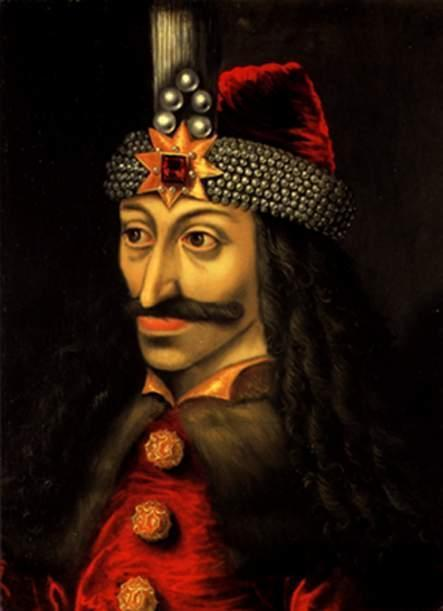
Portrét Vlada Tepese
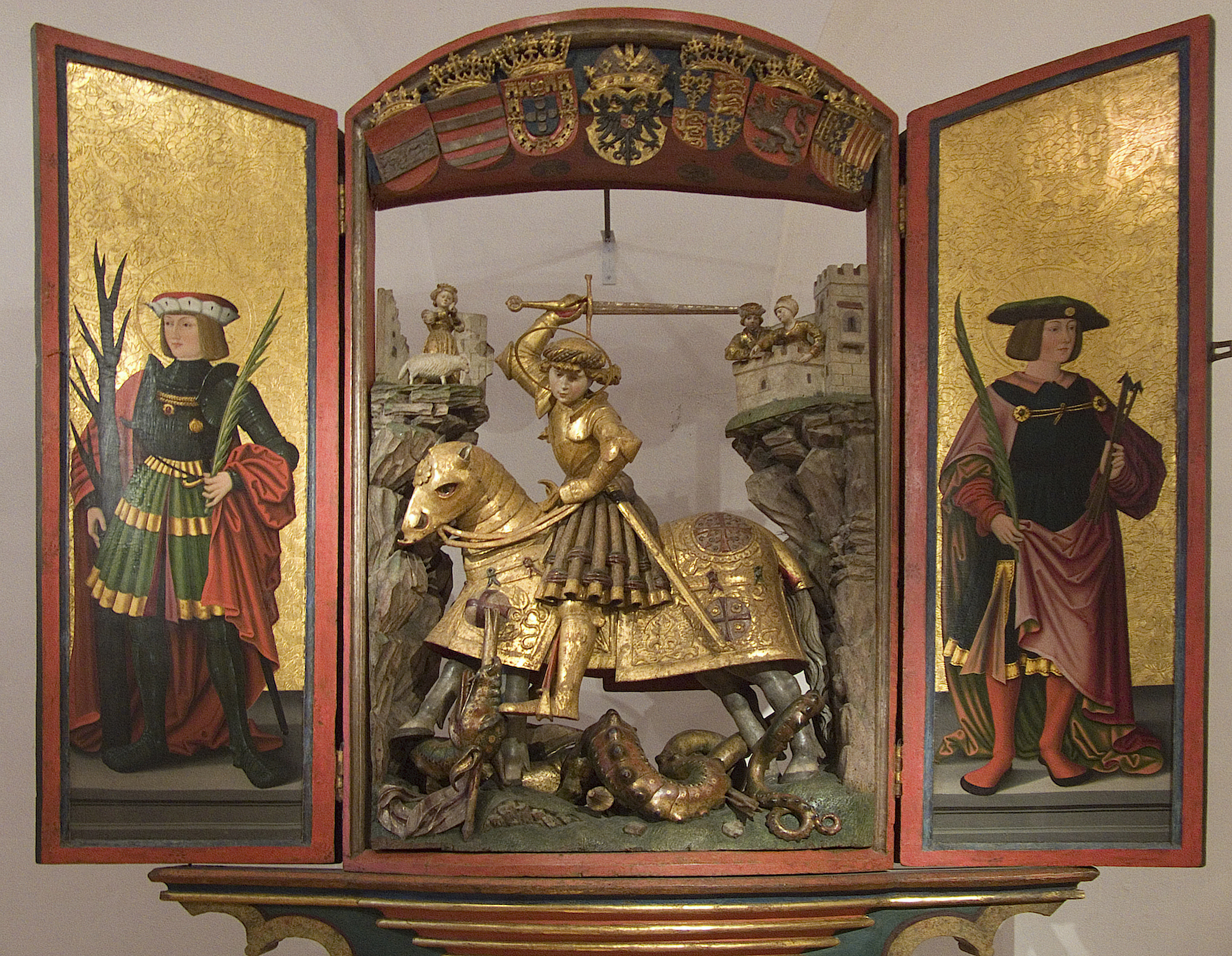
Oltář svatého Jiří
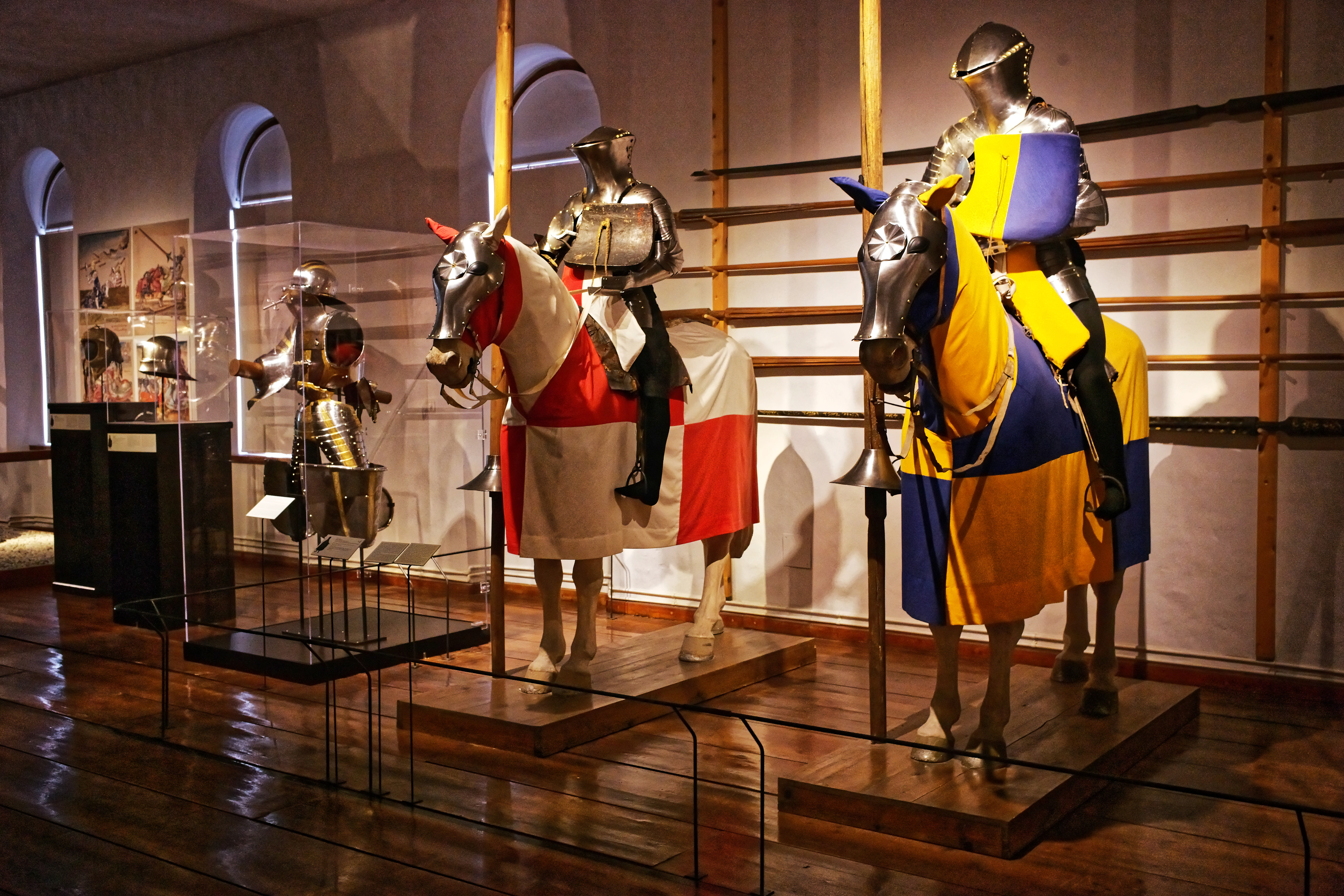
V expozici brnění